# SVEMEK
SVEMEK är ett arbetsgivar- och branschförbund med 400 medlemsföretag med 5 200 anställda, beläget på Storgatan 19 i Stockholm. Medlemsföretagen är bland annat stål- och maskinbyggare, maskinuthyrare, mekaniska verkstäder, industriserviceföretag och lås- och säkerhetsföretag. SVEMEK ingår i servicebolaget Industriarbetsgivarna, tillsammans med Stål- och Metallarbetsgivareförbundet, Gruvornas Arbetsgivareförbund (GAF), Skogsindustrierna Arbetsgivareförbundet och Byggnadsämnesförbundet (BÄF), och är medlem i den övergripande arbetsgivarorganisationen Svenskt Näringsliv.